# Epedanoidea
Super-famille
Les Epedanoidea sont une super-famille d'opilions laniatores.

## Liste des familles
Selon World Catalogue of Opiliones (25/06/2021) :
- Beloniscidae Kury, Pérez-González & Proud, 2019
- Epedanidae Sørensen, 1886
- Petrobunidae Sharma & Giribet, 2011
- PodoctidaeRoewer, 1912
- Tithaeidae Sharma & Giribet, 2011

## Publication originale
- Sørensen, 1886 : « Opiliones. » Die Arachniden Australiens nach der Natur beschrieben und abgebildet, p. 53–86.